# 에노시마 전철선
에노시마 전철선(일본어: 江ノ島電鉄線, えのしまでんてつせん)은 에노시마 전철이 운영하고 있는 노면 전차이다. 가나가와현 후지사와시에 있는 후지사와역과 가마쿠라시의 가마쿠라역을 잇는다.
줄여서 에노덴(일본어: 江ノ電, えのでん)이라고 불리기도 한다.
1960년대에 운행중지가 검토된 적이 있다.

## 역사
- 1902년 9월 1일: 후지사와 - 가타세(현재: 에노시마) 구간 개통.
- 1903년 6월 20일: 가타세 - 유키아이(현재: 시치리가하마) 구간 개통.
- 1903년 7월 17일: 유키아이 - 오이아게 구간 개통.
- 1904년 4월 1일: 오이아게 - 고구라쿠지 구간 개통.
- 1907년 8월 16일: 고구라쿠지 - 오마치 구간 개통.
- 1910년 11월 14일: 오마치 - 고마치 구간 개통.
- 1938년 10월 20일: 도쿄요코하마 전철(현재: 도쿄 급행 전철) 산하에 편입.
- 1947년 3월 15일: 도큐 그룹에서 독립.
- 1949년 3월 1일: 가마쿠라 역(옛 고마치 역)을 일본국유철도 가마쿠라 역으로 이전.
- 1974년 6월 7일: 후지사와 - 이시가미 구간 입체화.
- 2007년 3월 18일: 파스모 도입.

## 운행 형태
기본적으로는 후지사와 - 가마쿠라 구간을 왕복 운행된다. 새벽 및 심야 시간대에는 차량기지 인 검차구 (檢車區) 가 있는 고쿠라쿠지 역과 유치선 이 있는 에노시마 역에 있어서 출고 및 입고가 설정되어 있다. 출근시부터 퇴근시 사이에는 6개 열차를 사용하며 12분 간격으로 운행되어 있다. 차량은 2차체 연접차이며 경우에 따라 2편성이 연결된 소위 중련 (重聯)으로 운행된다. 필요에 따라 고쿠라쿠지 역에서 시각표에 없는 차량 교환이 있을 경우가 있다. 다른 노선과 직결 운행을 하지 않는다.

## 차량

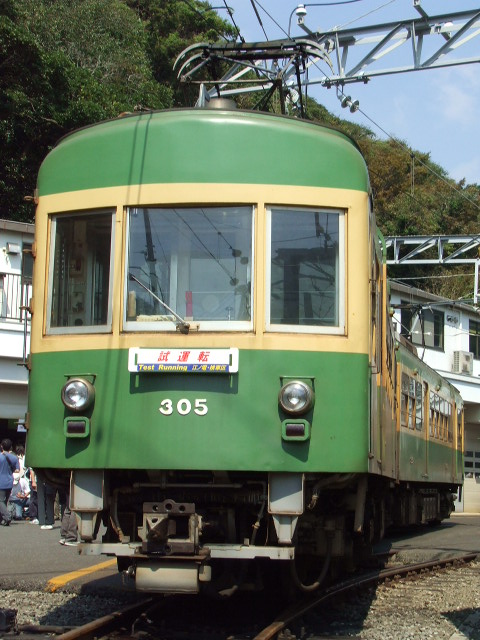
300형 305호
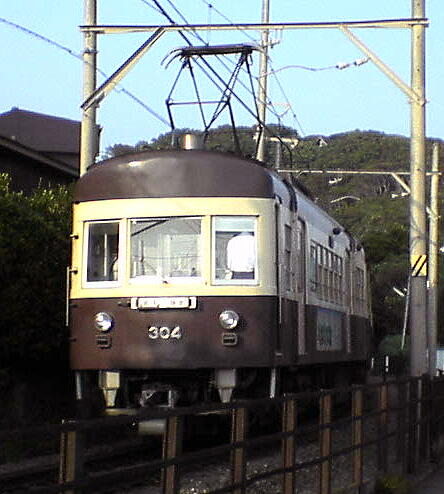
300형 304호 (이미 은퇴했음)
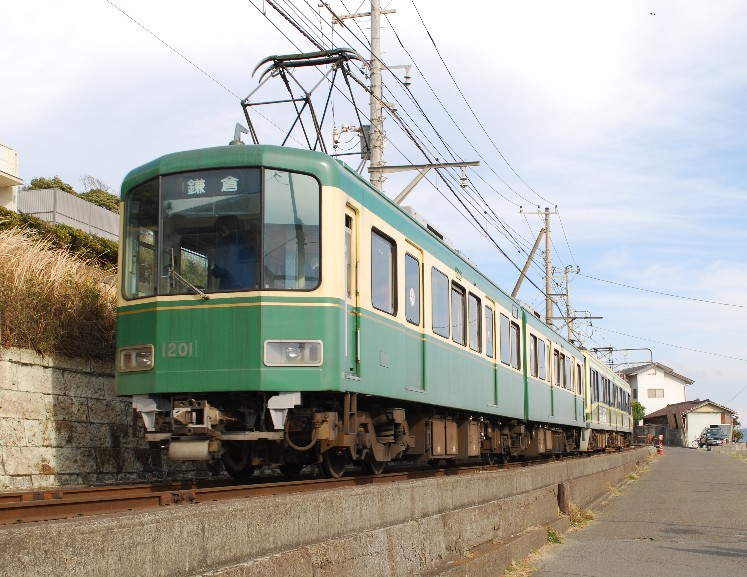
1000형
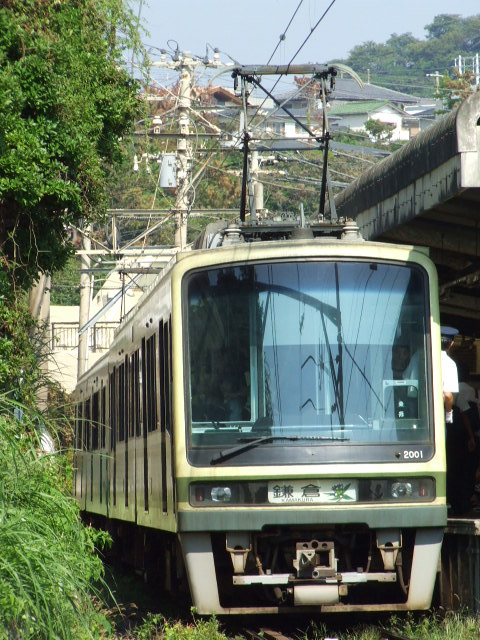
2000형
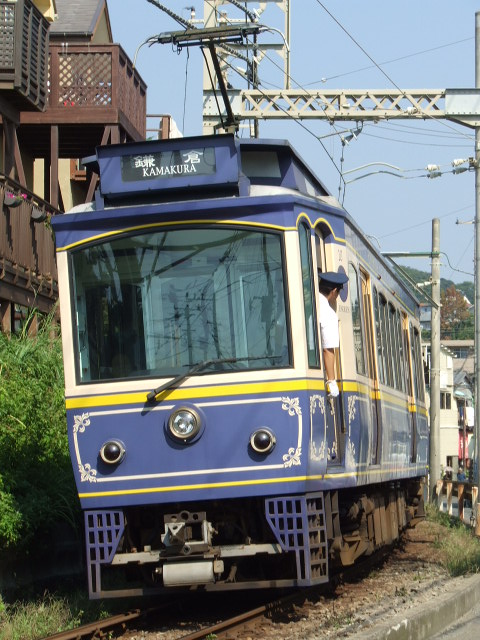
10형
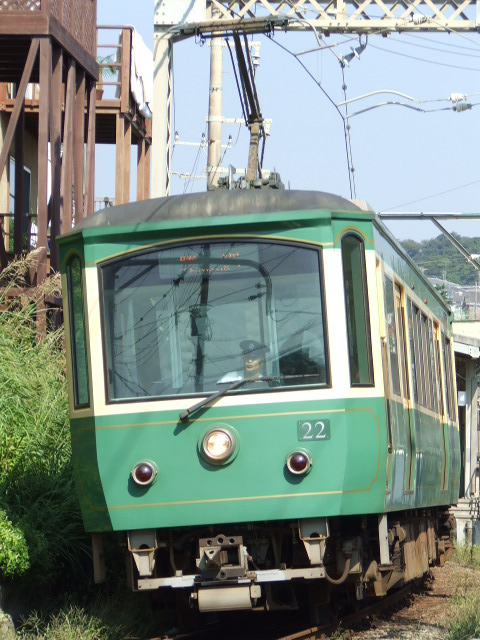
20형
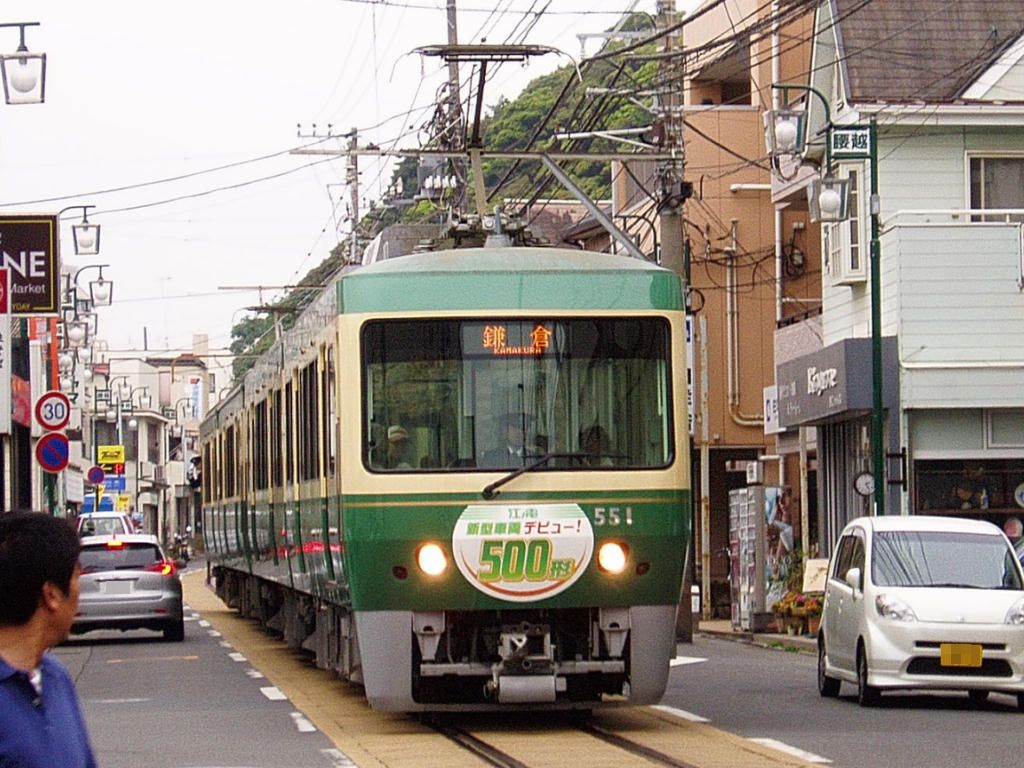
500형

## 역 목록
| 역 이름                              | 일본어 이름  | 영업 거리 (km) | 접속 노선 | 소재지     | 소재지     |
| ------------------------------------ | ------------ | -------------- | --- | ---------- | ---------- |
| 후지사와                             | 藤沢         | 0.0            | 도카이도 본선 오다큐 전철 에노시마 선                                                                         | 가나가와현 | 후지사와시 |
| 이시가미                             | 石上         | 0.6            | | 가나가와현 | 후지사와시 |
| 야나기코지                           | 柳小路       | 1.2            | | 가나가와현 | 후지사와시 |
| 구게누마                             | 柳小路       | 1.9            | | 가나가와현 | 후지사와시 |
| 쇼난 해안공원 (쇼난 카이간코엔)      | 湘南海岸公園 | 2.7            | | 가나가와현 | 후지사와시 |
| 에노시마                             | 江ノ島       | 3.3            | 오다큐 전철 에노시마 선(가타세에노시마 역, 걸어서 5분) 쇼난 모노레일 에노시마 선(쇼난에노시마 역, 걸어서 3분) | 가나가와현 | 후지사와시 |
| 고시고에                             | 腰越         | 3.9            | | 가나가와현 | 가마쿠라시 |
| 가마쿠라 고교 앞 (가마쿠라 코코마에) | 鎌倉高校前   | 4.7            | | 가나가와현 | 가마쿠라시 |
| 미네가하라 신호장                    | 峰ヶ原信号場 | -              | | 가나가와현 | 가마쿠라시 |
| 시치리가하마                         | 七里ヶ浜     | 5.6            | | 가나가와현 | 가마쿠라시 |
| 이나무라가사키                       | 稲村ヶ崎     | 6.8            | | 가나가와현 | 가마쿠라시 |
| 고쿠라쿠지                           | 極楽寺       | 7.6            | | 가나가와현 | 가마쿠라시 |
| 하세                                 | 長谷         | 8.3            | | 가나가와현 | 가마쿠라시 |
| 유이가하마                           | 由比ヶ浜     | 8.9            | | 가나가와현 | 가마쿠라시 |
| 와다즈카                             | 和田塚       | 9.2            | | 가나가와현 | 가마쿠라시 |
| 가마쿠라                             | 鎌倉         | 10.0           | 요코스카 선                                                                                                   | 가나가와현 | 가마쿠라시 |